# Глікогенез
Глікогене́з — процес біосинтезу глікогену, що відбувається у клітинах тих живих організмів, які використовують цей полісахарид для зберігання глюкози (тварин, грибів та багатьох прокаріот). У ссавців протікає з різною інтенсивністю у всіх тканинах, але найбільш виражено у печінці та скелетних м'язах. Субстратом для глікогенезу є уридиндифосфатглюкоза, тобто він здійснюється шляхом відмінним від деградації глікогену — глікогенолізу, основним продуктом якого є глюкозо-1-фосфат. Ключовим ферментом глікогенезу є глікогенсинтаза.
Перші свідчення про відмінності у шляхах біосинтезу та деградації глікогену були отримані під час вивчення хвороби Мак-Ардля — рідкісної форми глікогенозу, що проявляється у болючих судомах скелетних м'язів під час інтенсивного фізичного навантаження. У людей, що страждають цим розладом, бракує глікогенфосфорилази — ферменту, що забезпечує розщеплення глікогену, проте запасання глікогену не порушене. Отже було зроблено висновок, що глікогеноліз та глікогенез повинні відбуватись різними шляхами. Роль УДФ-глюкози у процесі глікогенезу з'ясував аргентинський біохімік Луїс Лелуар 1957 року.

## Утворення УДФ-глюкози
Процес біосинтезу глікогену розпочинається із глюкозо-6-фосфату. У м'язах ця сполука утворюється шляхом фосфорилювання вільної глюкози, що транспортується у клітини із крові. У печінці глюкозо-6-фосфат також може синтезуватись у процесі глюконеогенезу, зокрема із молочної кислоти, що виділяється м'язами під час інтенсивних навантажень.
Для використання у процесі глікогенезу глюкозо-6-фосфат перетворюється в глюкозо-1-фосфат фосфоглюкомутазою, цей фермент спільний для шляхів біосинтезу та розщеплення глікогену. Продукт реакції стає субстратом для УДФ-глюкозофосфорилази (фермент названий за зворотною реакцією), що каталізує утворення УДФ-глюкози:
УТФ + глюкозо-1-фосфат → УДФ-глюкоза + ФФн
Хоча сама реакція конденсації глюкозо-1-фосфату та УТФ має дуже незначну позитивну зміну вільної енергії, в ній утворюється пірофосфат, який відразу ж гідролізується неорганічною пірофосфатазою у сильно екзергонічній реакції (ΔG= −19,2 кДж/моль). Внаслідок цього сумарний процес незворотний за клітинних умов.
Використання у процесі біосинтезу глікогену УДФ-глюкози має кілька переваг. По-перше, залишок нуклеотиду активує молекулу глюкози, а саме C-1, до якого він приєднаний, і сприяє нуклеофільній атаці на нього. Урилидмоносфосфат є доброю відхідною групою під час наступної, глікогенсинтазної, реакції. По-друге, хоча залишок нуклеотиду не бере безпосередньої участі в цій реакції, він нековалентно взаємодіє із ферментом і сприяє швидшому проходженню хімічного перетворення. По-третє, приєднання нуклеотидів до глюкози та інших моносахаридів, може виконувати роль «мічення» цих молекул для потреб біосинтезу, в той час як фосфати використовуються для інших шляхів, наприклад гліколізу.

## Полімеризація глікогену
УДФ-глюкоза вступає в реакцію, в якій залишок глюкози переноситься на нередукуючий кінець однієї із гілок молекули глікогену. При цьому формується (α1→4)-глікозидний зв'язок. Реакцію каталізує глікогенсинтаза:
УДФ-глюкоза + глікогенn → УДФ + глікогенn+1;
Зміна вільної енергії для цієї реакції становить ΔG0' = −13,4 кДж/моль. У ссавців існує дві ізоформи глікогенсинтази, амінокислотні послідовності яких ідентичні приблизно на 70 %, — печінкова та м'язова. Рослини і бактерії також мають крохмаль/глікогенсинтази проте вони використовують як субстрат АДФ-глюкозу, і мало споріднені з тваринними глікогенсинтазами.
Глікогенсинтаза не може забезпечувати утворення місць галуження — (α1→6)-зв'язків. Вони формуються розгалужуючим ферментом (аміло-(1,4→1,6)-трансглікозилазою). Від гілок не коротших одинадцяти залишків глюкози він відщеплює фрагмент довжиною 6—7 мономерних ланок і переносить його на C-6 гідроксильну групу одного із внутрішніх глюкозних залишків тієї ж або іншої гілки. Нова гілка повинна бути віддалена від попередньої як мінімум на чотири мономерні ланки. Таким чином утворюється виделка, кожна гілка якої може далі полімеризуватись під впливом глікогенсинтази.
Дія розгалужуючого ферменту не є оберненою до дії дерозгалужуючого. Обидва білки володіють трансферазною активністю, проте у першого (розгалужуючого) вона проявляється у розриві (α1→4)-зв'язку та формуванні (α1→6)-зв'язку, тоді як другий (дерозгалужуючий) розщеплює один (α1→4)-зв'язок та утворює інший, гідроліз (α1→6)-зв'язку, що залишився здійснюється завдяки іншій ферментативній активності. Така різниця має пояснення з точки зору енергетики: оскільки зміна вільної енергії під час гідролізу (α1→4)-зв'язку становить −15,5 кДж/моль, а (α1→6) — −7,1 кДж/моль, то гідроліз (α1→4)-зв'язку може забезпечувати синтез (α1→6), але не навпаки.
Біологічне значення галуження полягає у тому, що воно забезпечує збільшення розчинності глікогену. Також кожна із утворених гілок може бути субстратом для глікогенфосфорилази або гілкогенсинтази, внаслідок чого процеси синтезу і деградації суттєво прискорюються.

## Глікогенін

Глікогенін з приєднаними до нього молекулами глікогену

Глікогенсинтаза здатна тільки приєднувати залишки глюкози до нередукуючих кінців молекули глікогену, що вже містить не менше чотирьох мономерних ланок. Вона не може розпочинати синтез de novo, для цього необхідний глікогенін — димерний білок, що складається із двох ідентичних субодиниць по 37 кДа кожна (332 амінокислотні залишки). Глікогенін не тільки слугує праймером для синтезу нових молекул глікогену, а й сам каталізує його перші реакції. Завдяки своїй глікозилтрансферазній активності, одна із його субодиниць переносить залишок глюкози із УДФ-глюкози на гідроксильну групу тирозину 194 іншої і навпаки. Після цього відбувається добудовування ще шести-восьми мономерних субодиниць до кожного із двох новоутворених ланцюгів. Після цього у дію вступає гілкогенсинтаза, яка може використовувати вже наявний праймер. Таким чином в основі кожної частинки глікогену лежить молекула глікогеніну, ковалентно приєднана до її єдиного редукуючого кінця.

## Енергетичний вихід
Оскільки УДФ, що виділяється під час глікогенсинтазної реакції, знову перетворюється в УТФ завдяки перенесенню фосфатної групи із АТФ ферментом нуклеозиддифосфокіназою, то можна вважати, що на включення одного залишку глюкози в глікоген використовується одна молекула АТФ. Сумарне рівняння процесу має такий вигляд:
Глюкозо-6-фосфат + АТФ + глікогенn + H2O → глікогенn+1 + АДФ + 2Фн
Під час розщеплення глікогену 90 % залишків глюкози від'єднуються шляхом фосфоролізу, внаслідок чого утворюється глюкозо-1-фосфат, який може бути перетворений у глюкозо-6-фосфат без енергетичних затрат. Тільки 10 % глюкозних залишків у місцях галуження від'єднуються гідролітично і потребують подальшого фосфорилювання, на що використовується АТФ. Отже для цих 10 % «ціна зберігання» становить 2 молекули АТФ.

## Регуляція глікогенезу
Основним регуляторним ферментом глікогенезу є глікогенсинтетаза. На її каталітичну активність можуть впливати як алостеричні модулятори, так і ковалентна модифікація. Перетворення активної a форми цього ферменту у неактивну b відбувається внаслідок фосфорилювання, зокрема такими ферментами як протеїнкіназа А, кіназа глікогенсинтази 3 та іншими. Тобто її відповідь на ковалентну модифікацію є протилежною до такої у ключового ферменту глікогенолізу — глікогенфосфорилази. Неактивна глікогенсиназа b може активуватись тільки під впливом високих концентрацій алостеричного активатора глюкозо-6-фосфату, тоді як a форма не залежить від цієї сполуки.